# Baignade en mer
Baignade en mer byl francouzský němý film z roku 1896. Režisérem byl Georges Méliès (1861–1938). Film je považován za ztracený. Premiéru měl ve Francii v roce 1896.
Film stejně jako některé další Mélièsovi filmy vznikl na pobřeží Normandie, kam mezi 14. a 31. červencem 1896 s rodinou odjel na dovolenou. Filmoví historici považují tento film za remake snímku bratrů Lumièrů La Mer.